# Тростянецька сільська рада (Долинський район)
| Тростянецька сільська рада — орган місцевого самоврядування у Долинському районі Івано-Франківської області з адміністративним центром у с. Тростянець. Водоймища на території, підпорядкованій даній раді: річка Тур'янка, річка Тростянчик. Сільській раді підпорядковані населені пункти: - с. Тростянець - с. Слобода-Долинська |

## Склад ради
Рада складається з 15 депутатів та голови.

### Керівний склад ради
| ПІБ                 | Основні відомості                                                         | Дата обрання | Дата звільнення |
| ------------------- | ------------------------------------------------------------------------- | ------------ | --------------- |
| Болюк Зіновій Ілліч | Сільський голова, 1970 року народження, освіта, безпартійний              | 26.03.2006   | 31.10.2010      |
| Болюк Зіновій Ілліч | Сільський голова, 1970 року народження, освіта вища, член народної партії | 31.10.2010   |                 |

Примітка: таблиця складена за даними джерела